# Henryk Opałka
Henryk Opałka (ur. 18 września 1929 w Marcoux we Francji, zm. 16 maja 2018 w Warszawie) – polski artysta grafik specjalizujący się w litografii, brat Romana Opałki.

## Życiorys
W okresie II wojny światowej Opałka przebywał z rodziną w Niemczech. W latach 40. przez cztery lata pobierał naukę u Hoffmana i Petzolta ze szkoły Wunderlicha. Z chwilą zakończenia działań wojennych powrócił do Bessèges we Francji. W 1946 r. przyjechał do Polski.
Pracował wiele lat jako „mistrz warsztatu” w pracowni litograficznej na warszawskiej ASP oraz w Doświadczalnej Pracowni Litograficznej na warszawskiej Saskiej Kępie.
Uczniami Henryka Opałki byli m.in.: Jolanta Błaszczyk, Małgorzata Chwiałkowska-Rakasz, Robert Kurzaj, Andrzej Newelski, Anna Socha-Jelonek, Grażyna Małowicka, Katarzyna Ortwein, Anna Sobol, Piotr Szancer, Krystyna Wąsik, Kazimierz Makowski.

## Nagrody i odznaczenia
- 1986 – Ogólnopolska Wystawa Malarstwa i Grafiki, Zachęta – Warszawa (wyróżnienie)
- 1988 – Międzynarodowy Festiwal Sztuki, Bagdad – Irak (srebrny medal)
- 1996 – I Biennale Litografii Krajów Nadbałtyckich, zamek w Nidzicy (nagroda)
- 1997-2004 – XXV-XXXII Premio Internazionale di Grafica del Pomero – Villa Burba, Mediolan (5 medali)[3]
- 2005 – Muzeum Narodowe w Warszawie (nagroda)

Ponadto w Warszawskim Konkursie na najlepszą „Grafikę Miesiąca” (w którym brali udział prawie wszyscy warszawscy graficy) od 1984 roku otrzymał 31 nagród.
10 listopada 1998 roku prezydent Aleksander Kwaśniewski odznaczył artystę Krzyżem Oficerskim Orderu Odrodzenia Polski za zasługi dla rozwoju sztuki (litografii) w Polsce.